# Hội Xã hội học Việt Nam
Hội Xã hội học Việt Nam là tổ chức xã hội - nghề nghiệp của những người và tổ chức hoạt động nghiên cứu giảng dạy trong lĩnh vực Xã hội học và vấn đề liên quan tại Việt Nam . Hội có tên giao dịch tiếng Anh là Vietnam Sociological Association, viết tắt là VSA .
Hội Xã hội học được thành lập Quyết định số 18/QĐ ngày 14/2/2003 của Bộ trưởng Bộ Khoa học và công nghệ, và sau đó Hội Xã hội học Việt Nam chính thức được thành lập theo Quyết định số 1310/QĐ-BNV ngày 4/10/2006 của Bộ trưởng Bộ Nội vụ.
Điều lệ Hội sửa đổi hiện hành được Bộ Nội vụ phê duyệt tại Quyết định Số 616/QĐ-BNV ngày 28 tháng 5 năm 2013 .
Văn phòng Hội đặt tại Số 1 phố Liễu Giai, phường Liễu Giai, quận Ba Đình, thành phố Hà Nội.